# سیارک ۱۶۳۹۵

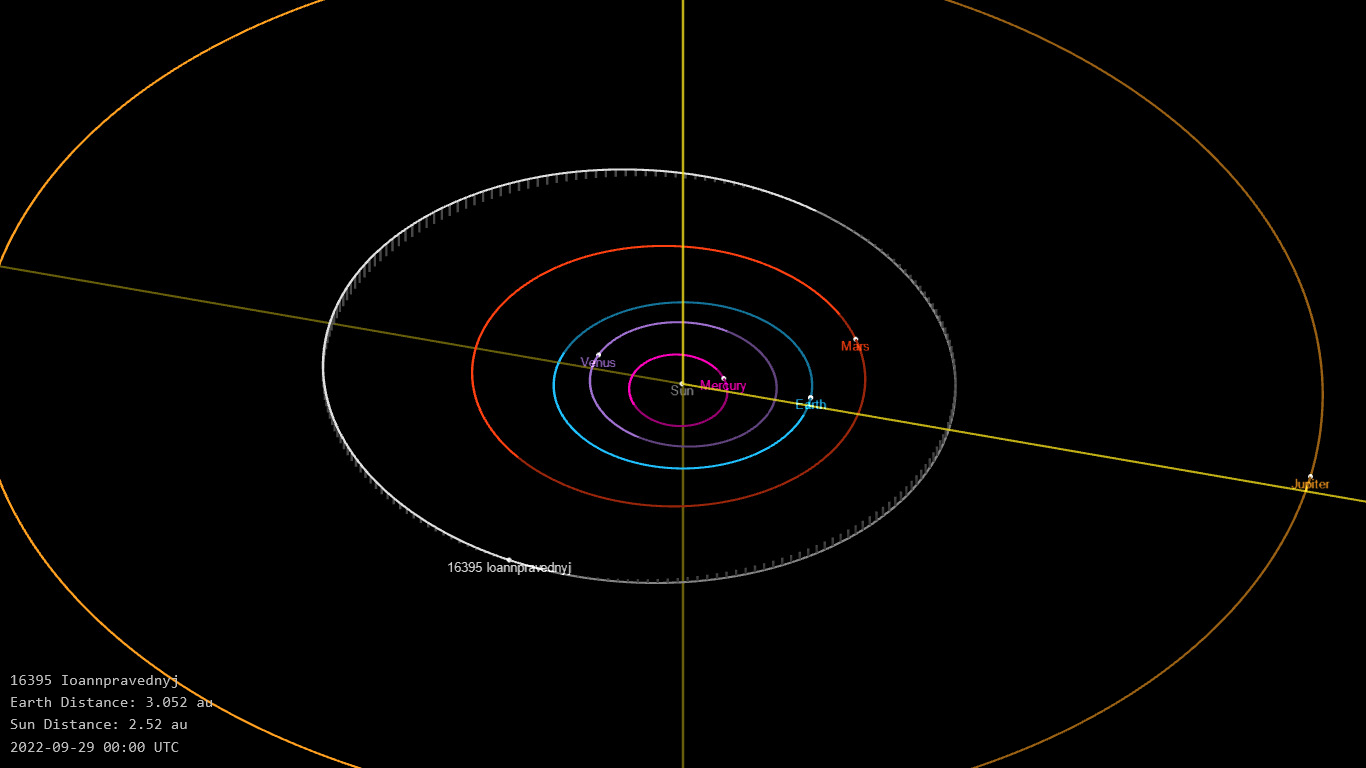
نگاره‌ای از محل سیارک ۱۶۳۹۵ در مدار - ۲۰۲۲

سیارک ۱۶۳۹۵ (به انگلیسی: 16395 Ioannpravednyj، نامگذاری:1981US14) شانزده هزار و سیصد و نود و پنجمین سیارک کشف شده‌است که در ۲۳ اکتبر ۱۹۸۱ کشف شد.
قدر مطلق سیارک برابر ۲۳.۴ است.